# Point Clear, England
Point Clear är en by i Essex i England. Byn ligger 38,9 km från Chelmsford. Orten har 1 583 invånare (2015).